# Tõnis Uiboupin
Tõnis Uiboupin (* 7. Oktober 1988) ist ein estnischer Biathlet.
Tõnis Uiboupin nahm erstmals bei den Biathlon-Juniorenweltmeisterschaften 2005 in Kontiolahti an einer internationalen Meisterschaft teil, bei der er als 62. des Sprints das Verfolgungsrennen um zwei Ränge verpasste. Es dauerte zwei Jahre, bis der Este in Martell erneut bei einer Junioren-WM antrat und 74. des Einzels wurde, sich als 59. des Sprints knapp für den Verfolger qualifizierte, diesen jedoch als überrundeter Läufer nicht beendete. Es folgten im weiteren Jahresverlauf die Sommerbiathlon-Weltmeisterschaften 2007 in Otepää, bei denen Uiboupin an den Junioren-Rennen auf Rollski teilnahm. Im Sprint belegte er den 38. Platz. Bei den Biathlon-Juniorenweltmeisterschaften 2008 in Ruhpolding wurde er 63. des Einzels und verpasste erneut als 66. um mehrere Ränge das Verfolgungsrennen, bei den Biathlon-Europameisterschaften 2008 wenig später in Nové Město na Moravě wurde er bei den Junioren 59. des Einzels und 67. des Sprints. 2009 lief Uiboupin in Canmore seine letzte Junioren-WM.
Seit der Saison 2009/10 startet Uiboupin bei den Männern. Seine ersten Rennen im IBU-Cup bestritt er in Ridnaun, wo er 85. des Einzels und 84. des Sprints wurde. Bestes Resultat ist in der Rennserie bislang ein 53. Platz, erreicht bei einem Einzel in Nové Město. Erstes Großereignis wurden die Biathlon-Europameisterschaften 2010 in Otepää. Uiboupin wurde 54. des Einzels und an der Seite von Martten Kaldvee, Karel Viigipuu und Daniil Steptšenko Achter des Staffelrennens.